# The Dragon's Net
The Dragon's Net er en amerikansk stumfilm fra 1920 af Henry MacRae.

## Medvirkende
- Marie Walcamp som Marie Carlton
- Harland Tucker som Harlan Keeler
- Otto Lederer som King Carson
- Wadsworth Harris som Doctor Redding